# 公子池
公子池（?—?），嬴姓，秦国公子，马非百《秦集史》认为他是秦惠文王的儿子。

## 生平
《战国策·秦策》记载，齐国、韩国、魏国攻函谷关，秦昭襄王想割让函谷关外的三城向三国讲和，问计公子池。公子池说：“割让不割让，你都会后悔。割让三城，三国退兵，大王会可惜三城轻易失去。如不割让，三国攻入函谷关、危及咸阳，大王后悔早割让三城就好了。”秦昭襄王说：“我宁因割让三城而悔，也不愿因三国危及咸阳而后悔。”派公子池割让三城。
《战国策·赵策》记载，赵国、秦国伐齐国，齐国和赵国私下和解。公子池出使赵国，表示不满。公子池支持秦昭襄王讨伐韩国，震慑韩国割让上党之地。

## 后代
池子华，秦丞相。清朝张澍《姓氏寻源》在引用应劭之言：“陈留有池氏，秦丞相池子华是其地人。”